# ناوندورف بای زیدا
ناوندورف بای زیدا (به آلمانی: Naundorf bei Seyda) یک منطقهٔ مسکونی در آلمان است که در یسن واقع شده‌است. ناوندورف بای زیدا ۱۶۲ نفر جمعیت دارد.